# Isoetes hypsophila
Isoetes hypsophila là một loài dương xỉ trong họ Isoetaceae. Loài này được Hand.-Mazz. mô tả khoa học đầu tiên năm 1929.